# Yrsa Sigurðardóttir

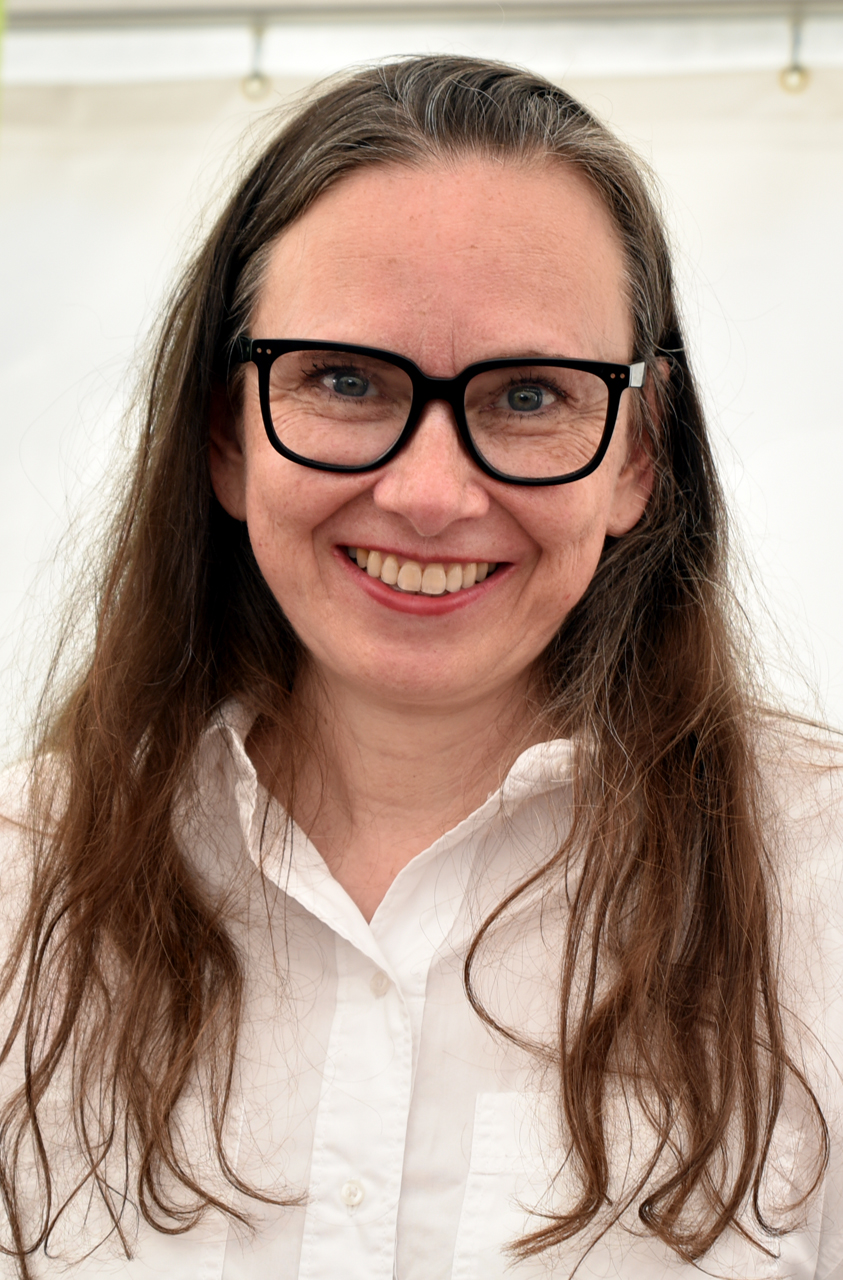
Yrsa Sigurðardóttir (2022)

Vilborg Yrsa Sigurðardóttir (* 24. August 1963) ist eine isländische Schriftstellerin.

## Leben
Yrsa Sigurðardóttir beendete 1983 das Gymnasium Menntaskólinn í Reykjavík und begann anschließend ein Bauingenieur-Studium an der Háskóli Íslands, das sie 1988 als Bachelor of Science abschloss. Sie setzte das Studium an der Concordia University in Montreal fort und erwarb 1997 den akademischen Grad des Master of Science. Heute wohnt sie mit ihrem Mann und zwei Kindern in Seltjarnarnes bei Reykjavík und arbeitet als Ingenieurin am Kárahnjúka-Staudamm im Osten Islands.

## Werk
Yrsa Sigurðardóttir hat seit 1998 fünf Kinderbücher geschrieben. Im Jahre 2000 zeichnete die isländische Sektion von International Board on Books for Young People Yrsa für ihr Buch Við viljum jólin í júlí aus.
2005 erschien ihr erster Kriminalroman Þriðja táknið, 2006 in Deutschland unter dem Titel Das letzte Ritual veröffentlicht. Es folgte 2006 mit Sér grefur gröf ein zweiter Kriminalroman, der 2007 in Deutschland unter dem Titel Das gefrorene Licht erschien. Sie hat besonders auf dem deutschen Buchmarkt Erfolg. Ihre Kriminalromane zeichnen sich durch besonders düstere Szenerien und ihre dezente Affinität für das Übernatürliche aus. Typisch bei Yrsa ist insbesondere das Nebeneinander mehrerer Erzählstränge, die – meist von Kapitel zu Kapitel – von einem Schauplatz zum anderen wechseln und deren Verbindungen untereinander erst im Lauf des Romans sichtbar werden.
Ihr Thriller Ég man þig, der 2011 in der deutschen Übersetzung unter dem Titel Geisterfjord erschien, wurde 2017 unter dem Titel I Remember You verfilmt.
Der 2011 beim isländischen Veröld Verlag erschienene Kriminalroman Brakið (Todesschiff) kam mit einer für Island sehr hohen Startauflage von 16.000 Exemplaren heraus.

## Werke
Serie mit Dóra Guðmundsdóttir
- 2005 Þriðja táknið.
  - deutsch: Das letzte Ritual. Fischer, Frankfurt am Main 2006, ISBN 3-596-17132-6.
- 2006 Sér grefur gröf.
  - deutsch: Das gefrorene Licht. Fischer, Frankfurt am Main 2007, ISBN 978-3-596-17599-4.
- 2007 Aska.
  - deutsch: Das glühende Grab. Fischer, Frankfurt am Main 2008, ISBN 978-3-596-18140-7.
- 2008 Auðnin.
  - deutsch: Die eisblaue Spur. Fischer, Frankfurt am Main 2009, ISBN 978-3-596-18343-2.
- 2009 Horfðu á mig.
  - deutsch: Feuernacht. Fischer, Frankfurt am Main 2010, ISBN 978-3-596-18870-3.
- 2011 Brakið.
  - deutsch: Todesschiff. Fischer, Frankfurt am Main 2012, ISBN 978-3-596-19493-3.

Serie mit Kommissar Huldar und Psychologin Freyja
- 2014 DNA.
  - deutsch: DNA. btb Verlag, München 2016, ISBN 978-3-442-75656-8.
- 2015 Sogið.
  - deutsch: SOG. btb Verlag, München 2017, ISBN 978-3-442-75664-3.
- 2016 Aflausn.
  - deutsch: R.I.P. btb Verlag, München 2019, ISBN 978-3-442-75665-0.
- 2017 Gatið.
  - deutsch: Abgrund. btb Verlag, München 2020, ISBN 978-3-442-75847-0.
- 2018 Brúðan.
- 2019 Þögn

Andere Islandkrimis
- 2010 Ég man þig.
  - deutsch: Geisterfjord. Fischer, Frankfurt am Main 2011, ISBN 978-3-596-19273-1.
- 2012 Kuldi.
  - deutsch: Seelen im Eis. Fischer, Frankfurt am Main 2013, ISBN 978-3-596-19533-6.
- 2013 Lygi.
  - deutsch: Nebelmord. Fischer, Frankfurt am Main 2014, ISBN 978-3-596-03065-1.
- 2020 Bráðin.
  - deutsch: Schnee. btb Verlag, München 2022, ISBN 978-3-442-75952-1.
- 2021 Lok lok og læs.
  - deutsch: Nacht. btb Verlag, München 2023, ISBN 978-3-442-76241-5.
- 2022 Gættu þinna handa.
  - deutsch: Rauch. btb Verlag, München 2024, ISBN 978-3-442-76243-9.
- 2023 Frýs í æðum blóð
  - deutsch Blut. btb Verlag, München 2025, ISBN 978-3-442-76299-6.
- 2024 Ég læt sem ég sofi.
  - noch nicht übersetzt

Kinderkrimi
- 2003 Biobörn.
  - deutsch: Die IQ-Kids und die geklaute Intelligenz. Fischer, Frankfurt am Main 2011, ISBN 978-3-596-85439-4.

Hörbücher
- 2013 Seelen im Eis, Argon Verlag Berlin, gelesen von Daniel Drewes, ungekürzt 6 CDs 409 Min., ISBN 978-3-8398-1275-4.
- 2014 Nebelmord, Argon Verlag Berlin, gelesen von Daniel Drewes, autoris. Lesefassung 6 CDs 420 Min., ISBN 978-3-8398-1338-6.

- Dóra-Guðmundsdóttir-Reihe

1. Das letzte Ritual. Argon Verlag, Berlin 2014, gelesen von Christiane Marx, ungekürzt, Spieldauer: 672 Min.
2. Das gefrorene Licht. Argon Verlag, Berlin 2014, gelesen von Christiane Marx, ungekürzt, Spieldauer: 729 Min.
3. Das glühende Grab. Argon Verlag, Berlin 2014, gelesen von Christiane Marx, ungekürzt, Spieldauer: 666 Min.
4. Die eisblaue Spur. Argon Verlag, Berlin 2014, gelesen von Christiane Marx, ungekürzt, Spieldauer: 627 Min.
5. Feuernacht. Argon Verlag, Berlin 2014, gelesen von Christiane Marx, ungekürzt, Spieldauer: 781 Min.
6. Todesschiff. Argon Verlag, Berlin 2014, gelesen von Christiane Marx, ungekürzt, Spieldauer: 753 Min.

## Verfilmungen
- 2017: I Remember You. Regie: Óskar Þór Axelsson, Drehbuch: Óskar Þór Axelsson, Ottó Geir Borg, Hauptdarsteller: Jóhannes Haukur Jóhannesson, Ágústa Eva Erlendsdóttir

## Auszeichnungen
- 2000 IBBY Honour List (International Board on Books for Young People) für Við viljum jólin í júlí
- 2011 Blóðdropinn (nationaler isländischer Preis für Kriminalliteratur) für Ég man þig
- 2016 Palle-Rosenkrantz-Preis für DNA